# 15891 Alissazhang
15891 Alissazhang è un asteroide della fascia principale. Scoperto nel 1997, presenta un'orbita caratterizzata da un semiasse maggiore pari a 2,3171817 UA e da un'eccentricità di 0,2003018, inclinata di 4,37690° rispetto all'eclittica.